# Nadir Shah
Nadir Shah, eg. Nadr Quli Beg, född 22 oktober 1688 i Kobhan, Persien, död 19 juni 1747 i Fathabad, Khorasan, Persien, var kejsare över Persien från 1729, utropad som shah 1736. Invaderade Indien och erövrade Delhi 1738.

## Biografi
Nader shah var hövding för en turkmensk  stam i Khorasan. Han gick i shahen Tamasp II:s tjänst i dennes kamp mot afghanfursten Mahmud och dennes kusin Aschraf. Han besegrade den senare 1729 och återinsatte Tamasp som shah. 
1732 lät han mörda Tamasp och satte hans späde son Abbas III på tronen, efter vars död 1736 han själv tillägnade sig shahvärdigheten. Naders regeringstid var en av de expansivaste epokerna i Persiens historia. 
Nadir lät flytta huvudstaden från Esfahan till Mashhad. 1738 erövrade han Afghanistan och 1739 erövrade han Delhi vilket utsträckte hans makt ända till Indien.
Nader Shahs brutala härskarstil ledde till ett flertal uppror i hans rike, och han mördades slutligen av sina egna trupper. Vid hans död bröt Ahmed Durrani loss Afghanistan som ett hädanefter självständigt rike.